# Кукъю
Кукъю (устар. Кук-Ю) — река в России, протекает по большей части в Республике Коми, исток — на северо-западе Пермского края. Устье реки находится в 124 км от устья Нема по левому берегу. Длина реки составляет 101 км, площадь водосборного бассейна — 1040 км².
Является вторым по величине притоком Нема после Ына. Течёт в общем направлении с юго-востока на северо-запад по лесистой, заболоченной, ненаселённой местности. В верховьях ранее проходила узкоколейная лесовозная железная дорога. Основные притоки — Сыс (левый; 61 км) и Кук-Ю-Вож (правый; 41 км).

## Данные водного реестра
По данным государственного водного реестра России относится к Двинско-Печорскому бассейновому округу, водохозяйственный участок реки — Вычегда от истока до города Сыктывкар, речной подбассейн реки — Вычегда. Речной бассейн реки — Северная Двина.
Код объекта в государственном водном реестре — 03020200112103000014718.